# Figuren in der Sandman-Serie
Diese Seite ist eine Liste von Kurzbeschreibungen von handelnden Personen der DC-Comics-Serie The Sandman von Neil Gaiman.

## Die sieben Ewigen(Endless)
Die Endless repräsentieren verschiedene Prinzipien. Im Gegensatz zu Göttern benötigen sie keine Anhängerschaft, die an sie glaubt, sie existieren in jedem Fall. Die Zahl der Ewigen ist die mystische Zahl sieben, doch durch Desires Beidgeschlechlichkeit existieren vier männliche und vier weibliche Inkarnationen. In Neil Gaimans Endless Nights ist jedem von ihnen eine Kurzgeschichte gewidmet. Sie sind hier ihrem Alter nach aufgelistet.

### Destiny (Schicksal)
Destiny ist der älteste der Endless und nimmt die Rolle eines Familienoberhaupts ein. Er hat die Gestalt eines Blinden in einer Mönchskutte. Sein Reich ist ein Gartenlabyrinth, in dessen Zentrum Statuen von den sieben Ewigen stehen. Destiny wandelt stets durch seinen Garten und liest in einem an sein Handgelenk geketteten Buch, in dem steht, was gerade geschieht. In der Geschichte bleibt offen, ob alles möglicherweise nur geschieht, weil Destiny es in seinem Buch liest.
Destiny wirft keinen Schatten und hinterlässt keine Fußspuren.
Er tritt erstmals in Season of Mists auf, wo er ein Familientreffen der Endless einberuft. Er ist jedoch schon in der vorletzten Episode von Preludes and Nocturnes abgebildet und wird im Vorwort von A doll's House beschrieben. Er tritt auch in Gaimans Mini-Serie The Books of Magic auf, wo er am Ende des Universums stirbt. Destiny spielt auch eine prominente Rolle in der dreiteiligen Mini-Serie Destiny: A Chronicle of Deaths Foretold, geschrieben von Alisa Kwitney und illustriert von Kent Williams, Michael Zulli, Scott Hampton und Rebecca Guay.

### Death (Tod)
Death ist die einzige der Ewigen, die vielleicht schon in der vorigen Version des Universums existierte und vielleicht in der nächsten existieren wird. Gaiman charakterisiert Death entgegengesetzt der üblichen Vorstellung als lockere Gothic-Braut. Ihr Reich ist ein unaufgeräumtes Apartment, ihr Haustier ist ein Goldfisch. Sie besucht jeden, der stirbt, und anders als andere Verkörperungen des Todes auch jeden bei seiner Geburt. Nach eigener Aussage wird sie das Universum verschließen, nachdem das letzte Lebewesen gestorben ist.
Ihr erster Auftritt ist in Episode 6, The Sound of Her Wings. Diese Geschichte brachte ihr auf Anhieb eine große Fangemeinde ein, sie zählt zu den beliebtesten Charakteren der Serie. Gaiman benutzte diesen Charakter als Hauptfigur für zwei kleinere Serien, Death: The High Cost of Living (1993) und Death: The Time of Your Life (1996), und als Nebencharakter in The Books of Magic. Neben verschiedenen anderen Auftritten in DC-Comics gibt es noch die Manga-artige Graphic Novel Death At Death's Door, geschrieben und illustriert von Jill Thompson.

### Dream (Traum)
Dream ist die Hauptfigur der Serie. Er wird auch Morpheus, Oneiros, Sandman, Dreamweaver (deutsch: Traumweber), Lord L’zoril oder Lord Shaper genannt und ist damit der einzige seiner Familie, der neben seiner Funktion weitere Namen hat. Er tritt stets als hochgewachsene Gestalt in schwarzen Gewändern auf. Seine Insignien der Macht sind ein Beutel mit Sand, ein Helm und ein Rubin. Sein Reich ist das Dreaming, das Traumland. Er ist der einzige der Endless, der sich Diener hält. Sein wichtigster Charakterzug ist sein Pflichtgefühl. Am Ende der Serie stirbt diese Inkarnation von Dream. Sie wird durch Daniel Hall ersetzt, der sich in mancher Hinsicht von Morpheus unterscheidet. So trägt er weißes Haar und weiße Kleidung, und sein Symbol ist ein Smaragd statt eines Rubins.
Neben seinen Auftritten in der Serie The Sandman kommt Dream noch in weiteren Werken, sowohl von Gaiman selbst, als auch von anderen vor. Für eine Auflistung siehe den Hauptartikel Sandman. Die Dienerschaft von Dream bekam später eine eigene Serie, The Dreaming.

### Destruction (Zerstörung)
Destruction nimmt eine Sonderstellung unter den Endless ein. Er hat sich im 17. Jahrhundert entschlossen, seiner Verpflichtung zur Ordnung und Lenkung des Konzepts Zerstörung nicht mehr nachzukommen. Er zog sich daraufhin aus seinem Reich vollständig zurück und lebt ohne weiteren Kontakt zu seiner Familie in Griechenland. Dreams und Deliriums Suche nach ihm ist das zentrale Thema der siebten Sammlung Brief Lives. Sie können ihn schließlich finden und im folgenden Gespräch wird seine Persönlichkeit als entgegengesetzt zu Morpheus' gezeichnet. Destruction ist der Meinung, dass die Pflicht einen nicht besitze, und dass Veränderung manchmal notwendig sei. Destruction ist dargestellt als kräftiger Mann mit roten Haaren. Er wird begleitet von einem Hund, Barnabas, den er am Ende von Brief Lives allerdings an Delirium weitergibt.
Neben dieser Hauptrolle in Brief Lives kommt Destruction in Nebenrollen auch in anderen Bänden von The Sandman vor. So stattet er in The Wake Daniel, der neuen Inkarnation von Dream, einen Antrittsbesuch ab. Ähnlich wie Death ist Destruction entgegengesetzt zur gängigen Vorstellung als sanftmütig, verständnisvoll und beinahe weise angelegt.

### Desire (Verlangen)
Desires Reich hat die Form einer riesigen Statue seiner selbst, in deren Herz es lebt. Es ist beidgeschlechtlich und wird demzufolge von seinen Geschwistern gelegentlich als brother-sister (Bruder-Schwester), sister-brother oder sibling (Geschwister) referenziert. Desire tritt bei mehreren Gelegenheiten als Gegenspieler von Morpheus auf, teilweise gemeinsam mit Despair. Es ist offen, ob diese Handlungen Desires Natur als Verkörperung des Verlangens entspringen oder einer grausamen Persönlichkeit seiner Inkarnation. Laut eigener Aussage in The Doll's House will Desire Morpheus dazu bringen, Familienblut zu vergießen. Es ist unklar, ob er dies mit der Konsequenz, nämlich Morpheus' Tod, vor Augen tut.
In Endless Nights erzählt Gaiman, dass Desire einst der beste Freund von Dream war, bis Desire Morpheus' Geliebte sich von ihm abwenden ließ. Desire tritt erstmals in The Doll's House, der zweiten Sammlung, auf.

### Despair (Verzweiflung)
Despair ist die Zwillingsschwester von Desire. Sie wird als dicke, kleine, weißhäutige Frau dargestellt. Als Kleidung trägt sie nur einen Lendenschurz und einen Ring mit einem Haken. Ihr Reich besteht aus Wolken und zahllosen Spiegeln, von denen jeder einen verzweifelten Menschen zeigt. Als Haustiere hält sie sich Ratten. Despair ist ihrem Zwillingsgeschwister Desire am nächsten, ist gleichzeitig ihren anderen Geschwistern näher als dieser. Despair ist bis zu Morpheus' Tod die einzige der Endless, die nicht ihre ursprüngliche Inkarnation ist. Die genauen Umstände und der Zeitpunkt des Todes der vorangegangenen Inkarnation sind unbekannt.
Gaimans Version der Verzweiflung ist trotz ihrer Grausamkeit, die ihre Pflicht ihr auferlegt, selbst verzweifelt. So lässt Gaiman anklingen, dass Despair darunter leidet, eine jüngere Inkarnation zu sein, und er zeigt, dass sie ihren Bruder sehr vermisst. In Endless Nights lernen wir kurz die Vorgängerinkarnation von Despair kennen. Despair taucht wie Desire erstmals in The Doll's House auf.

### Delirium (Fieberwahn)
Delirium erscheint als junges Mädchen in abgerissener Kleidung und mit buntem Haar. Ihr Erscheinungsbild ändert sich jedoch ständig auf teilweise kaum erkennbare Weise. Sie erscheint unkonzentriert und vergisst häufig Wörter oder ihren Aufenthaltsort. Unter großen Schmerzen ist es ihr jedoch möglich, sich zusammen zu nehmen. Dies könnte daran liegen, dass sie früher Delight (Freude) war, bis sie wahnsinnig wurde. Alle anderen Ewigen scheinen eine Art Beschützerinstinkt ihr gegenüber zu haben.
Deliriums erster Auftritt ist das Familientreffen zu Anfang von Season of Mists. Hier erfährt der Leser, dass Delirium Dinge weiß, die fast all ihren Geschwistern verborgen sind. Häufig wurde die Vermutung geäußert, Gaimans enge Freundin Tori Amos sei das Vorbild für diesen Charakter. Gaiman verneint dies, sagt aber dazu: they steal shamelessly from each other (deutsch: sie schauen sich gegenseitig schamlos Dinge ab). Delirium hat einen kurzen Auftritt in Gaimans Roman American Gods.

## Figuren aus Mythologie und Literatur

### Aristaios
Aristaios wird als Ziege auf zwei Beinen dargestellt. Er stellt Orpheus’ Frau Eurydike nach, die auf der Flucht vor ihm von einer Schlange gebissen wird. Sein Ende ist unbekannt; er taucht ausschließlich im Band „Der Gesang des Orpheus“ auf.

### Calliope
Sie und Oneiros (Dream/Morpheus) zeugten Orpheus. Calliope ist die älteste der 9 Musen und zuständig für Beredsamkeit und Lyrik. Ihr erster Auftritt ist bei Orpheus’ Hochzeit in „Der Gesang des Orpheus“. Nachdem es zu einem Streit zwischen ihr und Morpheus kommt (weil sie sich auf die Seite ihres Sohnes stellt), trennen sich ihre Wege, bis sie von ihm in „Traumland“ aus den Fängen eines „ideenlosen“ Schriftstellers befreit wird.

## Weitere Figuren
- John Constantine, Magier